# Liste des séismes historiques en France
Pour un article plus général, voir Listes de séismes.
Pour les séismes instrumentaux enregistrés après 1962, voir Liste des séismes en France.
| |  |  |
| Cartes des failles actives et de la sismicité historique en France métropolitaine élaborées par les scientifiques du Résif. Comme ces pays voisins de l'Europe de l'Ouest, l'Hexagone peut être défini comme une région continentale stable à fort héritage structural du socle. Cet héritage (faille héritée, épaisseur et composition de la croûte) joue un rôle primordial dans le rejeu de grandes failles héritées de phases tectoniques antérieures et qui contrôlent la sismicité actuelle. |  |  |

Cette liste recense l'ensemble des séismes historiques en France. Il s'agit des séismes pour lesquels il n'existe pas de donnée instrumentale et qui sont uniquement connus par des traces écrites de chroniques et de témoignages reportés soit au moment des faits, soit a posteriori. Elle concerne les séismes qui se sont produits avant 1962, date à laquelle les séismes sont recensés par instruments.

## Zones touchées
En France métropolitaine, l'Est du pays (Alsace, Jura, Alpes), le Sud-Est (Alpes-Maritimes, Provence) et les Pyrénées sont les plus concernés. Un risque plus diffus existe du Cotentin aux Charentes. Les derniers gros séismes recensés datent ainsi de la fin du XIXe siècle et du début du XXe siècle, avec notamment celui de Provence en 1909, qui a fait des centaines de victimes et des dommages économiques estimés à 700 millions d'euros.
En Outre-mer, aux Antilles, l'aléa (la probabilité) de séisme est élevé, et les constructions sont vulnérables. Le risque de tsunami existe aussi. En 2010, l'Office parlementaire d'évaluation des choix scientifiques et technologiques (OPECST) a conclu qu'« aujourd'hui, la France n'est pas préparée à un tremblement de terre ». Selon les experts interrogés par l'OPECST, un séisme comme celui survenu en Provence en 1909 ferait des centaines de victimes et des dommages économiques aussi importants qu'il y a un siècle, et un séisme comme celui de Fort-de-France en 1839 ferait aujourd'hui plus de 30 000 victimes.

## Liste chronologique des séismes ressentis sur le territoire actuel de la France

### Moyen Âge
- 463, Dauphiné, plus ancien séisme connu et répertorié en France métropolitaine[9].
- 502, France et Belgique, «Tremblement de terre qui dure trois heures (dit-on), renverse mille bâtiments (+) et tue (4) trois cents personnes  » (Essai chronologique pour servir à l'histoire de Tours)[10].
- 922, Cambrai[11].
- 1059, Saint Maixent (Deux Sèvres). Un tremblement de terre détruit l'Abbatiale. Les habitants, effrayés, s'enfuient dans la forêt de Vouvant.
- 1083, Poitiers (15 novembre) "Un grand tremblement de terre détruit une grande partie de la ville de Poitiers et l'église sainte Radegonde"[12]

### XIIesiècle
- 1155, Bourgogne, " La première année du règne de l'empereur Frédéric Ier (-p. 163)...(p. 165-). En Bourgogne, la terre fut trois fois ébranlée dans une seule nuit, et la secousse renversa plusieurs bâtiments. " (Histoire du Hainaut traduite de Français avec le texte en Latin, par Jacques de Guise, 1831, Vol 12, chapitre XXV, bas de pages 163 à 167). Frédéric Ier ayant été couronné le 18/06/1155, on peut raisonnablement croire que ce séisme a donc eu lieu entre juin 1155 et mai 1156.

### XIIIesiècle
- 1211, tremblement de terre dans les Alpes (information lue sur un panneau à l'église de Veynes département des Hautes-Alpes) en juillet 2015
- 1227, Aix-en-Provence et Lambesc (séisme douteux[13],[14]) (intensité 10, 5 000 morts)[15].
- 1286, Vannes.

### XIVesiècle
- 1321, Perpignan (25 décembre) « très fort tremblement de terre, court et sans conséquence, le jour de Noël ».
- 1330, Perpignan (21 février) « une heure avant le jour, secousse de la durée d’un Ave Maria » (Fuster, loc, cit. p. 359).
- 1356, France, Suisse et Allemagne (18 octobre) le séisme de Bâle fait de très gros dégâts et plusieurs centaines de morts (magnitude entre 6,6 et 6,8).
- 1373, Perpignan (2 mars) « En Roussillon et dans toute la Catalogne ; il y eut un grand tremblement de terre qui dura neuf heures. Tout le monde était terrorisé » (Livre vert mineur ; lot2 Arch., Mairie de Perpignan).
- 1374, Roussillon & Catalogne N-E (2 février)	« D’après La Penya, Marca et Corbéra, une multitude de tours et fortins croulèrent ou furent lézardés à Barcelone durant 3 jours » (Octave Mengel, Monographie des Terretremols de la région catalane in Bulletin de la Société Ramond, Arch Dépt Perpignan).
- 1375, Perpignan (21 février) « Ce jour qui était un jeudi, une heure avant le chant du coq, la terre trembla l’espace d’un Ave Maria » (Livre vert mineur, folio 2).
- 1376, Catalogne (1er février) « Toute la Catalogne et d’autres points ressentirent une forte secousse » (La Renaixensa, loc. cit.).
- 1381, Perpignan (28 avril) « 28 avril qui était un samedi, un modeste tremblement de terre fut ressenti » (Livre vert mineur).
- 1382, Calais (intensité VIII à IX).
- 1387, Antibes (intensité VI à VII).

### XVesiècle
- 1410, Catalogne (30 mars) « Il y eut un violent tremblement de terre » (dans toute la Catalogne).
- 1420, Perpignan jusqu'à Tortosa « Il parut en Espagne des signes terribles. On entendit en Catalogne des grondements souterrains, joints à de fréquents tremblements de terre. Il se forma, à Amer, petite ville près de Gérone, deux gouffres de feu d’où sortaient des torrents de flammes, qui étouffaient ceux qui avaient la curiosité et l'imprudence de s’en approcher à deux jets de pierre ».
- 1427, Amer (près d'Olot) « Nous arrivons au paroxysme de violence pour la région située au sud d’une ligne allant de Gérone à Prats-de-Mollo-la-Preste (F). La série des méga-séismes commence le 23 février et se continue le dimanche 2 mars, les 13, 14, 15, 17, 19, 21 et 22 du même mois. Celui du 15 détruisit Amer en partie ».
- 1428, Prats-de-Mollo-la-Preste (2 février) « La ville perd ses remparts et nombre d'édifices dans le tremblement de terre (des lettres d'Alphonse V d'Aragon données à Tortosa le 11 janvier 1430 accorderont des indemnités justifiées à la ville et vallée de Prats de Mollo et l’autorisation de lever des impôts et revenus exceptionnels pour réparer ponts et remparts détruits ou ébranlés par les récents séismes et inondations). La procession du lundi de Pentecôte 1430 est fondée pour commémorer ces évènements du 2 février 1428. »
- 1428, Arles sur Tech « Une charte du roi Alphonse V d'Aragon et de Marie, son épouse, oblige les recteurs de la communauté d'Arles sur Tech à établir des impôts extraordinaires pour réparer deux tours et une partie des remparts détruits par le tremblement de terre du 2 février 1428 ».

1427-1428-1429, Gérone, Prats de Mollo, Barcelone, Amer, Olot, Puigcerda, Arles sur Tech, Céret, Saint Martin du Canigou, Olette, le Haut Conflent (intensité VIII à IX).
- 1448, Perpignan jusqu'à Barcelone (25 mai) « Ce samedi 25 mai eut lieu un tremblement de terre qui fut ressenti dans tout le territoire roussillonnais et à Barcelone. Il dura l'espace d'un pater noster et un ave maria".
- 1449, Calais (intensité VII).
- 1450, Perpignan (16 septembre) "Ce jour qui était un mercredi des quatre temps, avant la fête de St Mathieu apôtre, année de la nativité MCCCCL, la terre trembla à Perpignan, l'espace d'un pater noster et un ave maria".
- 1458, Puigcerda (9 février) le 10 février, les consul de cette ville ordonnent une procession générale pour raison du tremblement de terre qui a eu lieu la nuit passée  ».
- 1466, Catalogne et toute l'Espagne « grand tremblement de terre qui fut ressenti aussi en Catalogne » (Cazzurro, loc.cit, p. 305).
- 1477, Riom, Auvergne (intensité VII à VIII).
- 1490, séisme de Limagne de 1490, importants dégâts à Clermont-Ferrand et Riom en Auvergne (intensité VIII).
- 1494, Roquebillière, comté de Nice (intensité VIII).

### XVIesiècle
- 1509, Manosque, (13 décembre) Haute-Provence, faille de la Moyenne Durance (intensité VIII)[16] ;
- 1512, Saint Maixent, Deux-Sèvres (25 août) "La terre trembla tellement que les solives et autres bois des maisons criaient en leur mortaise"[17]
- 1548-1549, 16 janvier, la saint Antoine, Montélimar, Châteauneuf du Rhône,  d'après Mtre Jean PERRAT notaire d'Orange
- 1556, comté de Nice (intensité VIII à IX, 150 morts) ;
- 1560, Perpignan (15 février) « Vers 9 heures se produisit une agitation qui dura peu de temps » ;
- 1564, Roquebillière, comté de Nice (intensité VIII, 500 morts) ;
- 1579, (25 ou 26 janvier), centre et sud-ouest de la France[18],[19] ;
- 1580 (6 avril 16h), Pas de Calais (intensité VII-VIII épicentre en mer dans le détroit, Calais, Douvres, plusieurs victimes[20],[21],[22],[23]
- 1580, Cornella en Catalogne « Entre 9 et 10 heures de la nuit, un tremblement de terre qui dura l'espace d'un pater noster et un autre un peu moindre » « Peut-être faut-il voir dans ce séisme la répercussion en Catalogne du violent tremblement de terre qui, le 6 avril de cette même année, se fit sentir dans toute la France et dont l'épicentre, d'après M. Montessus de Ballore, se trouvait vraisemblablement sous la Manche.
- 1584, Marboz Ain, (11 Mars) entre 11h et 12h un tremblement de terre qui dura l'espace d'un 1/8 heure d'après Jullian Mosset, curé de Marboz »

### XVIIesiècle
- 1613, Roquebillière, Alpes-Maritimes (intensité > VII).
- 1640, Valenciennes, Bruxelles, « Le troisième jour du mois d'apvril dudit an, environ les deux heures de nuict se fit un tremblement de terre par toute l'Europe que plusieurs villes des Pais-Bas en eurent de la grande appréhension, signament à la ville de Bruxelles, capitalle de Brabant, que la plupart des habitans en furent grandement effaié, le jour ne pouvant luire et esclairer à temps assé à leur desir et souhait afin de pouvoir aller aux églises pour mander des confesseurs signament aux RR. PP. jésuites, selon que la presché en l'église abbatialle de St-Jean en Valentienne, le R. P. Bernard Jhallia, liègeois.[24]
- 1640, entre la Somme, la Meuse et la mer[25].
- 1644, Roquebillière, Alpes-Maritimes (intensité VIII).
- 1657, Sainte-Maure-de-Touraine, Touraine (intensité VII à VIII).
- Séisme de 1660 en Bigorre (intensité VIII-IX, ± 30 morts).
- 1678, (2 septembre) entre Saint-Paul-lès-Durance et Ganagobie, faille de la Durance (magnitude ≥ 6)[16].
- 1682, (12 mai), ressenti de Saint-Pierre-d'Albigny (Savoie) à Chambéry[26] ; Remiremont, Vosges (intensité VIII)[27],[28],[29]; Bains-les-Bains, Vosges, fut détruite en 1682 par un violent tremblement de terre. Cela explique l'absence de constructions antérieures au XVIIIe.
- 1692, Fenain (18 septembre), Nord[30]; Château de Coucy, Aisne ; Houplin-Ancoisne, Nord[31] ; Lille, Nord[32],[33] ; Linselles, Nord[34] ; Mons, (Belgique)[35].

### XVIIIesiècle
- 1702, Martinique (intensité VIII) nombreux dégâts magnitude estimé à 7,0[36] ;
- 1704, La Rochelle (intensité inconnue) vers les six heures du soir[37] ;
- 1706, Langeais, Touraine (intensité VII)[38],[39] ;
- 1708, Manosque, (14 août)Haute-Provence (intensité VIII), faille de la Durance[16] ;
- 1711 (6 octobre), Loudun, Poitou (intensité VII-VIII)[40],[39],[41] ;
- 1727, Martinique (intensité VII-VIII) magnitude estimée : 6,6[36]
- 1735, Guadeloupe (intensité VI-VII) magnitude estimée : 7,0[36]
- 1735, Remiremont, (10 juin) vers les huit heures du soir[42] ;
- 1750, Lourdes (intensité VIII) ;
- 1755, Valais (intensité VIII-IX) ;
- 1755, Prats-de-Mollo (1er novembre) « el dia primer de novembre bagué grands disbérats per rabo de terremoto en la vall de Prats en lo any 1755 » (Le jour du 1er novembre il y eut de graves dégâts occasionnés par un tremblement de terre dans la vallée de Prats en l'an 1755)[43] ;
- 1755, Prades et le Conflent (27 décembre] « à 4 heures du matin, se produisit, en tous les lieux du Conflent un tremblement de terre si remarquable que les gens étant tous au lit virent tomber les enduits des murs de leurs chambres et eurent l'impression que leur lit se renverserait. Les habitants de la ville de Prades quittèrent leurs maisons craignant d'y être ensevelis. »[44] ;
- 1759, Bordelais (intensité VIII-IX). Voir Séisme bordelais de l’Entre-deux-Mers du 10 août 1759 ;
- 1760, Calais (20 janvier) « un léger tremblement de terre est ressenti »[45] ;
- 1763, Prats-de-Mollo (16 octobre) vers les 3 heures du matin, il se produisit un tremblement de terre au Canigou[43] « Il y eut de tels écroulements de rochers que les vallées en furent obstruées ; en sorte que les fortes pluies qui suivirent le même jour provoquèrent une terrible inondation, pendant que soufflait un vent impétueux d'Orient. Des maisons furent détruites, des passerelles emportées, ainsi que du bétail. Douze personnes furent noyées. » :
- 1769, Bédarrides (18 novembre) Vaucluse, forte secousse ;
- 1772, Parthenay, Poitou (Intensité VII-VIII) ;
- 1772, Prats-de-Mollo (25 décembre) «... à 5 heures du matin, la terre trembla. Des maisons furent lézardées et sérieusement endommagées. Ce tremblement fit tarir les sources Ca-y-del-Bull." ;
- 1773, Clansayes, Dauphiné (Intensité VII-VIII) ;
- 1776, Gerri Lleida, Espagne, Catalogne : « Un tremblement du terre épouvantable secoua la région. On vit une colline se soulever et s'affaisser. Des vignes et des jardins disparurent et firent place à un gouffre immense » ; secousse ressentie à Perpignan[46] ;
- 1776, Calais, Douvres, (28 novembre 7 h 56 min), pas de Calais, magnitude nc ;
- 1776, Dunkerque, (28 novembre 11h), réplique de celui du matin, magnitude nc ;
- 1783, Prats-de-Mollo (5 février) « Dieu notre seigneur envoya pour châtiment, sur Prats-de-Mollo et sa vallée, un tremblement de terre qui causa beaucoup de dommages ». L'abbé Mattheu en parlait encore v.1852[43] ;
- 1783, Moulins-Engilbert et Villapourçon (6 juillet) « A Moulins engilbert, et a villeapresson ou a eprouvé un tremlement de la terre assez violent. Cependant il ne sen est suivi aucun accident »[47] ;
- 1783, Cambrai (9 décembre 4h), intensité VI;
- 1797, Roussillon (11 août) « à 3h du soir une forte secousse se fit ressentir de Rivesaltes à Collioure. Dans cette dernière localité, elle fit reculer de 0,25 m les canons sur leurs affuts »[48] ;
- 1797, Perpignan (13 août) à 10h45, secousse d'une minute qui renversa des meubles et fit tomber des personnes de leurs lits. Elle fut perçue dans toute la plaine et spécialement sur une ligne allant de Laroque-des-Albères à Collioure ;
- 1797, Ille sur Têt (8 septembre) « Violentes secousses »[49] ;
- 1799, Noirmoutier (intensité VII-VIII, importantes destructions).

### XIXesiècle
- 1812, Beaumont-de-Pertuis, Provence(20 mars)  (intensité VII-VIII), faille de la Durance[16] ;
- 1822, Bugey Bresse (Intensité VII-VIII) ;
- 1828, Le Quesnoy (23 mars 9 h 30 min), Nord, magnitude nc ;
- 1835, (7 mars) entre Saint-Paul-lez-Durance et Ganagobie, faille de la Durance[16] ;
- 1839, Martinique (11 janvier). Un violent séisme de magnitude estimée entre 7,6 et 7,8 (d'après Dorel) frappe l'île durant une quarantaine de secondes. Cependant un rapport du BRGM datant d'Août 1986 estime entre 7,0 et 7,5 la vraie magnitude du séisme en tenant compte d'une part des isoséistes et d'autre part, de la relation entre la durée des secousses et la magnitude[50]. Quoi qu'il en soit, le séisme a atteint des intensités de VIII en Martinique avec des intensités locales de IX à Fort-de-France[36].On dénombre plus de 300 morts mais le bilan a pu être plus lourd étant donné l'absence de recensement à l'époque (esclavage)[51]. Voir séisme du 11 janvier 1839 en Martinique.
- 1843, Guadeloupe (8 février). L'un des séismes les plus puissants jamais ressentis aux petites Antilles et le plus fort dans l'ensemble du territoire français (Métropole et Outre-Mer), d'une magnitude estimée entre 8,0 et 8,3 ébranle pendant près de 90 longues secondes la Guadeloupe et les petites Antilles ce qui provoque la mort de plus de 3 000 personnes dans l'arc[36],[52]. Les intensités sont de IX sur l'ensemble du territoire Guadeloupéen mais aussi à Antigua et Barbuda. En Martinique l'intensité atteint toujours VI-VII. Il est ressenti jusque dans le sud de la Floride aux États-Unis. Un rapport du BRGM datant de mars 1985 révise la magnitude entre 7,5 et 8,0 en tenant compte de la loi d'atténuation macrosismique mais estime que la magnitude devrait être supérieure à 7,7[53]. Cet magnitude plus faible aurait alors expliqué l'absence de tsunami ou de subsidence notable. La magnitude du séisme reste matière à débat puisque de plus récentes études (Feuillet en 2011 et Hough en 2013) suggèrent une magnitude de 8,5[54]. Hough explique l'absence de tsunami d'envergure soit par une profondeur élevée, soit par un mécanisme transformant. Jusqu'alors le séisme du 8 février 1843 qui a touché la Guadeloupe avait toujours été envisagé comme un séisme de subduction inter-plaque.
- 1851, L'île de la Guadeloupe est touchée par un séisme (magnitude estimé: 5,5) dont l'épicentre est situé près de Capesterre-Belle-Eau (intensité VII)[36]
- 1854, Argelès-Gazost Bigorre (intensité VII-VIII) ;
- 1854, Coucy-le-Château-Auffrique Aisne; Communication d'une note envoyé par M. Grégoire, sur les effets du tremblement de terre qui, 25 juillet, à une heure de l'ap.-midi, a ébranlé le château de Coucy et a rouvert les crevasses du Donjon. Pour conserver le souvenir de ce phénomène, la Société décide qu'une note sera insérée à son procès-verbal....[55].
- 1855, Chasteuil Haute-Provence (intensité VIII) ;
- 1857, Rumilly (24 janvier 7 h 3 min), Nord, magnitude 5 ;
- 1858, (17 décembre) entre Saint-Paul-lez-Durance et Ganagobie, faille de la Durance[16] ;
- 1863, Beynes Haute-Provence (intensité VII) ;
- 1866, La Motte-du-Caire Haute-Provence (intensité VII-VIII) ;
- 1867, Douai (25 janvier 3 h 30 min), Nord, faible intensité ;
- 1870, Cerdagne (21 janvier) « Vers 8 h 30 du soir, une secousse est ressentie à Bourg-Madame et à Latour-de-Carol, très perceptible par tout le monde, surtout les personnes couchées. Pas de dégâts »[56].
- 1873, Châteauneuf-du-Rhône Drôme (intensité VII-VIII) ;
- 1883, Douai (30 décembre 1883 6 h 45 min), Nord, faible intensité ;
- 1884, Guillestre Dauphiné (intensité VII) ;
- 1886, Haute-Loire (4 septembre), secousse ressentie à Alleyras et Langogne[57]
- 1887, le Séisme de 1887 en Ligurie ressenti dans les Alpes-Maritimes, les Alpes-de-Haute-Provence et jusqu'en Languedoc oriental ;
- 1889, Cantal (4 mars), secousse ressentie à Neuvéglise et Chaudes-Aigues[58]
- 1889, Auvergne (23 mars), secousse ressentie dans les départements du Puy-de-Dôme, du Cantal, de la Haute-Loire, de la Lozère et de l'Aveyron[59]
- 1892 (26 août)[60],[61], secousse ressentie à Mende, Nasbinals, Saint-Chély-d'Apcher et Laissac, mais également en Isère, dans la Drôme et à Lyon
- 1892, Sin-le-Noble, (9 décembre 1892 6 h 30 min et réplique 10 h 30 min), Nord, magnitude pour la 1re secousse 4,5 (non communiquée pour la 2e)[62] ;
- 1894, Cerdagne (20 janvier) à 7h35, forte secousse ressentie surtout à Bourg-Madame. Le mouvement venant du N-E a duré 3 à 4 secondes[63] ;
- 1896, Vitry-en-Artois (2 septembre 1896 21 h 15 min), Cambrésis, Pas de Calais, intensité VI ;
- 1897, Guadeloupe, un violent séisme de magnitude estimé à 5,5 frappe dans le port de Pointe-à-Pitre et provoque de très nombreux dégâts en raison de son emplacement dans cette zone urbanisée et marécageuse (intensité VIII), 7 morts et 40 blessés[64],[36]

### XXesiècle(avant 1962)
- 1902, le 6 mai « à 3h05 du matin, Saint-Laurent-de-Cerdans et Serralongue dans les Pyrénées-Orientales deux secousses se produisirent à une minute d'intervalle. Elles furent ressenties également à Formiguères, ainsi que sur tout le revers de la chaîne jusqu'à l'Océan »; Le 5 décembre à Belle-Ile-en-Mer, un tremblement de terre de magnitude 6 a été ressenti .

- 1903, Roussillon (20 avril). Secousse enregistrée sur le sismographe de Perpignan, ressentie à Salses, Ponteilla, Le Boulou, Céret, Amélie les Bains, Arles sur Tech, Laroque-des-Albères, Saint-Génis-des-Fontaines, Sorède, Port-Vendres, Cerbère, jusqu'en Espagne à Port-Bou, Culèra, Rosas où elle fut même assez forte, La Bisbal del Ampurdán, et à peine ressentie à Gérone ;
- 1905, Chamonix (intensité supérieure à VII, destructions) ;
- 1906 (16 février),  un séisme de magnitude 7,0 dont l'épicentre se situe dans le canal de Sainte-Lucie provoque de nombreux dégâts en Martinique[36]. L'intensité atteint VII en Martinique[65];
- 1906 (3 décembre), un séisme de magnitude 7,2 dont l'épicentre se situe au nord de la Martinique (emplacement similaire à celui du séisme du 29 novembre 2007) est ressenti dans toutes les petites Antilles. Même si les dégâts furent très importants, la profondeur importante du séisme (100 km) peut expliquer l'absence d'un lourd bilan[66],[67] ;

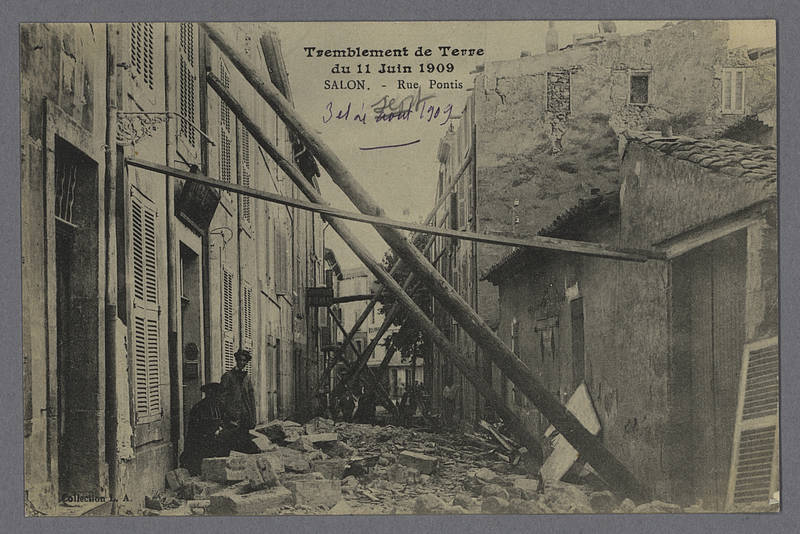
Effets du séisme de juin 1909 à Salon

- 1909, Séisme de 1909 en Provence dont l'épicentre se situe entre Lambesc et Rognes, et d'intensité IX sur l'échelle MSK. Sa magnitude est estimée à 6,2 sur l'échelle de Richter ce qui en fait l'un des séismes les plus puissants survenus en France métropolitaine. Il fait 46 morts, 250 blessés et de nombreux dégâts (cinq villages détruits). C'est la plus grande catastrophe sismique connue à ce jour en France métropolitaine depuis que l'on possède des mesures fiables ;
- 1912, Aveyron (25 avril)[68]
- 1913, Volx, Haute-Provence (14 mai) (intensité VII-VIII), faille de la Durance[16] ;
- 1914, Marie Galante, un séisme de magnitude 7 relativement profond (100 km) lézarde quelques bâtiments et provoque des chutes d'objets[69] ;
- 1920, Amélie-les-Bains, Vallespir, Pyrénées-Orientales(10 septembre 1920 23 h 10 min) , faible magnitude ;
- 1922, Saint-Paul-de-Fenouillet, Pyrénées-Orientales  (22-23 septembre) , "Un violent tremblement de terre, qui se produisit... vers le milieu de la nuit, à quelques secondes d'intervalle, trois violentes secousses sismiques, accompagnées d'un grondement fort et prolongé, s'étaient produites réveillant en sursaut les personnes qui, épouvantées par les craquements sinistres des planchers et des murs, descendaient dans la rue. Toutes les maisons du côté ouest de la route du quartier sud avaient leur mur arrière séparé par de fortes lézardes des murs de refend. Fait assez singulier, aux Gorges de la Fou (juste en amont d'Arles sur Tech) on entendit des bruits souterrains comme si le vent sortait de terre. On les entendit tous les quarts d'heure environ. Ils ont été également entendus les jours suivants. L'onde vibratoire s'est propagée vers les sud par les chemins habituels, Sournia, Prades, Amélie-les-Bains pour pénétrer en Espagne par Saint Laurent de Cerdans avec amortissement à Maçanet de Cabrenys ;
- 1922, Saint-Paul-de-Fenouillet, Maury et Caudiès-de-Fenouillèdes, Pyrénées-Orientales (28 décembre)  "Une autre secousse fut ressentie ; elle fut plus légèrement ressentie dans tous le Roussillon. À Arles-sur-Tech, ce séisme a déclenché une sonnerie de cloches. Il a été nettement ressenti à Boule-d'Amont et à Corbère où (intensité IV) les femmes sont sorties de leurs maisons et un homme assis sur un rocher eut la sensation que celui-ci s'enfonçait sous lui[70] ;
- 1923, Val d'Aran, Espagne (19 septembre 3 h 55 min) en France en moyenne vallée du Tech (intensité IV) ;
- 1927, Malaucène, Vaucluse (intensité VIII) ;
- 1934, Valaurie, Drôme (intensité VII) ;
- 1935, Saint-Clément, Hautes-Alpes (intensité VII) ;
- 1937, (30 septembre) entre Saint-Paul-lès-Durance et Ganagobie (intensité supérieure ou égale à VI), faille de la Durance[16] ;
- 1940 (16 novembre) côtes vendéennes provoquant un raz de marée qui dévaste l'anse de l'Aiguillon ;
- 1946, Martinique (21 mai 9h16), séisme au large de l'île à une profondeur de 60 km (magnitude 7 sur l'échelle de Richter). La secousse principale 35 secondes est très fortement ressentie en Martinique, Dominique, Sainte-Lucie. L'intensité atteint généralement VII et localement VIII. Très nombreux dégâts matériels, un mort dans la commune du Lorrain et une vingtaine de blessés. De fortes répliques les 22 mai et 12 juillet provoquent la panique[36] ;
- 1946, Meynes et Montfrin, Gard (30 septembre) ; violent séisme sur la Costière au niveau de ces villages (la plus forte secousse enregistrée par ce département à ce jour) ;
- 1950, Languedoc-Roussillon[71] ainsi que Goutrens, Aveyron (nuit du 28 au 29 juin)[72] ;
- 1951, Chasteuil, Haute-Provence (intensité VII-VIII) ;
- 1952, Pierrelongue, Drôme (intensité VII) ;
- 1952, Wissembourg, Bas-Rhin (intensité VII) ;
- 1953, Martinique (19 mars) : à 8h 27 heure locale, séisme profond (135 km) (magnitude 7,5) nombreux dégâts (notamment chute de nombreux clochers)(intensité VII à VIII)[73] ;
- 1959, Saint-Paul-sur-Ubaye, Haute-Provence (intensité VII-VIII) ;
- 1959, Melgven (2 janvier) (intensité VII) ; épicentre situé dans le Finistère ;
- 1960, Saulieu, Morvan[74] ;